# Rue Thomire
La rue Thomire est une voie du 13e arrondissement de Paris, en France.

## Situation et accès
La rue Thomire est une voie située dans le 13e arrondissement de Paris. Elle débute au 77, boulevard Kellermann et se termine avenue Caffieri et rue Francis-de-Miomandre.

## Origine du nom
Elle porte le nom du ciseleur et fondeur Pierre-Philippe Thomire (1751-1843).

## Historique
Cette rue est ouverte, et prend sa dénomination actuelle en 1933 sur l'emplacement du bastion no 85 de l'enceinte de Thiers.